# Stiftsgården i Undersvik

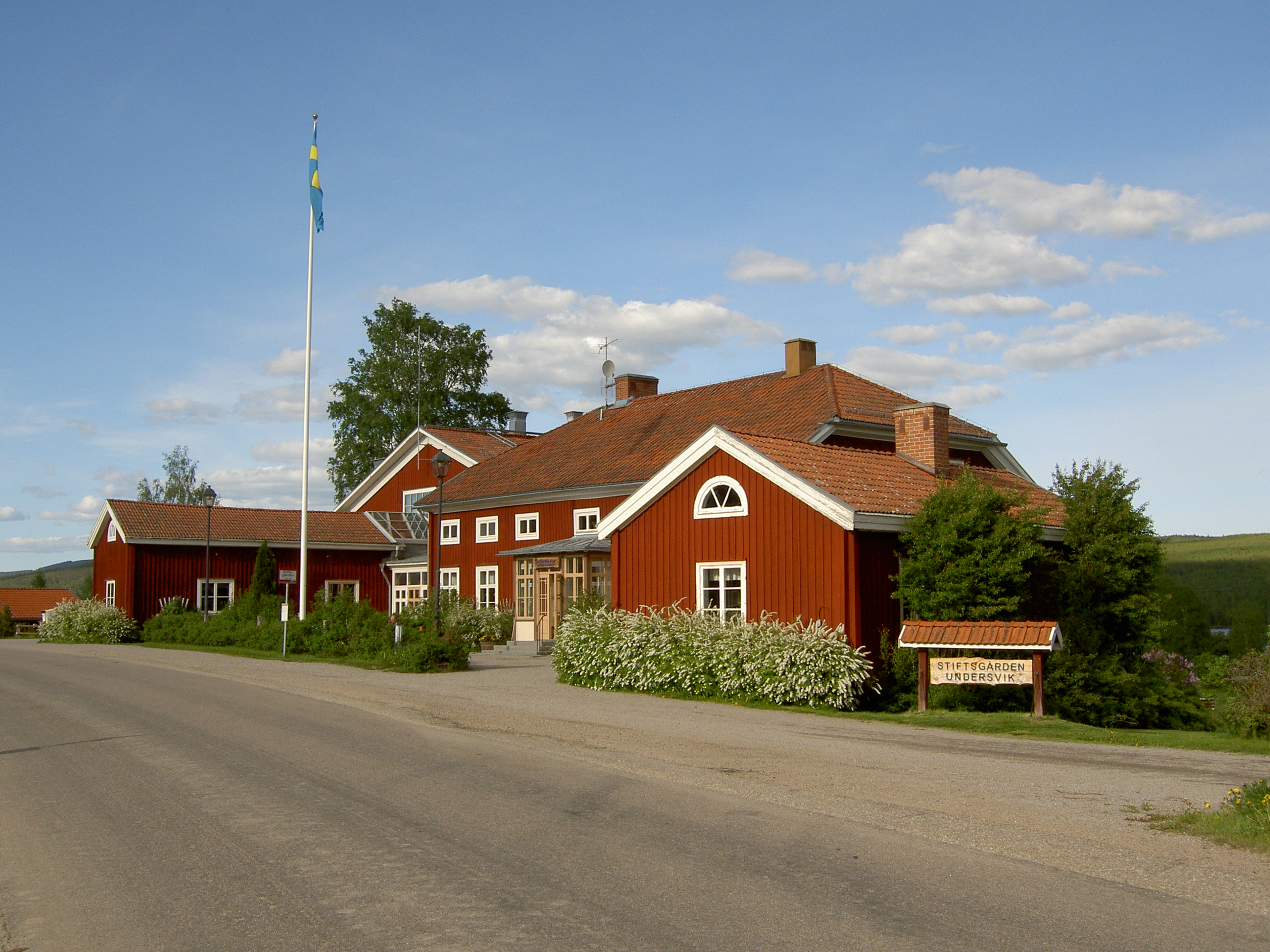
Undersviks stiftsgård

Stiftsgården i Undersvik är en stiftsgård tillhörande Uppsala stift, belägen i Kyrkbyn i Undersviks socken.

## Allmänt
Undersviks stiftsgård ligger invid Ljusnan i norra delen av Bollnäs kommun. Strax väster om gården passerar riksväg 83 samt Norra stambanan.
På gården finns 43 rum med logimöjligheter för cirka 130 personer. Huvudbyggnadens norra gavel har förlängts med en utbyggnad mot väster, utgörande Stiftsgårdens kapell.

## Historik
Gården var ursprungligen handelsgård för de boende i trakten. År 1943 inköptes gården av Ärkestiftets Ungdomsförbund, som började driva ungdoms- och lägerverksamhet. Bland grundarna märktes prästen Carl-Adolf Murray. Efter några år övertogs driften av Stiftelsen Undersviksgården. Finansiering av drift samt upprustning skedde genom gåvor och kollekter.
Stiftsgården Undersvik var sedan den 15 juli 2020 stängd för renovering och ombyggnation, och återöppnades den 1 april 2023. 
Stiftelseformen är numera övergiven och gården sköts direkt av Uppsala stift genom Stiftsstyrelsen. För den operativa driften ansvarar STF, Svenska Turistföreningen, enligt ett treårigt avtal.